# Bettina Hoy
Bettina Hoy (nacida como Bettina Overesch, Rheine, 7 de noviembre de 1962) es una jinete alemana que compitió en la modalidad de concurso completo. Estuvo casada con el jinete australiano Andrew Hoy.
Participó en tres Juegos Olímpicos de Verano, entre los años 1984 y 2004, obteniendo una medalla de bronce en Los Ángeles 1984, en la prueba por equipos (junto con Burkhard Tesdorpf, Claus Erhorn y Dietmar Hogrefe), y el cuarto lugar en Atenas 2004, en la misma prueba.
Ganó dos medallas en el Campeonato Mundial de Concurso Completo, oro en 2006 y bronce en 1994, y tres medallas en el Campeonato Europeo de Concurso Completo entre los años 1997 y 2007.

## Palmarés internacional
| Representando a la RFA   |                              |                   |             |
| Juegos Olímpicos         |                              |                   |             |
| Año                      | Lugar                        | Medalla           | Categoría   |
| 1984                     | Los Ángeles (Estados Unidos) | Medalla de bronce | Por equipos |
| Representando a Alemania |                              |                   |             |
| Campeonato Mundial       |                              |                   |             |
| Año                      | Lugar                        | Medalla           | Categoría   |
| 1994                     | La Haya (Países Bajos)       | Medalla de bronce | Por equipos |
| 2006                     | Aquisgrán (Alemania)         | Medalla de oro    | Por equipos |
| Campeonato Europeo       |                              |                   |             |
| Año                      | Lugar                        | Medalla           | Categoría   |
| 1997                     | Burghley (Reino Unido)       | Medalla de oro    | Individual  |
| 2005                     | Blenheim (Reino Unido)       | Medalla de bronce | Por equipos |
| 2007                     | Pratoni del Vivaro (Italia)  | Medalla de bronce | Individual  |